# Hattori Dohō
Hattori Dohō oder Hattori Tohō (jap. 服部 土芳; * 1657 in Iga, Präfektur Mie; † 6. März 1730) war ein japanischer Haikai-Dichter. Sein wirklicher Name war Hattori Yasuhide (服部 保英).
Hattori entstammte einer Familie, die in den Diensten der Fürstenfamilie Tōdō stand. Hier lernte er bereits als Kind den dreizehn Jahre älteren Matsuo Bashō kennen, der später sein Lehrer wurde. Seine ersten Gedichte erschienen in dessen Sammlung Sarumino (dt. Das Affenmäntelchen).
Eine Sammlung von eigenen Gedichten und Gedichten von Autoren aus seiner Heimatregion, die zwischen 1688 und 1729 entstand, veröffentlichte er unter dem Titel Minomushian (蓑虫庵). Das Buch Sanzōshi (三冊子), das 1702 erschien, ist eine der Hauptquellen zum Leben seines Meisters Matsuo Bashō.